# Ettore Pancini
Ettore Pancini (Stanghella, 10 agosto 1915 – Venezia, 2 settembre 1981) è stato un fisico e partigiano italiano.

## Biografia

### I primi anni
Figlio secondogenito di Giulio Pancini, che discendeva da una vecchia famiglia friulana di Varmo, in provincia di Udine, e lavorava come ingegnere presso il comune di Venezia, e di Maria Galeazzi, era il fratello minore di Mario Pancini, ingegnere della SADE, e aveva anche una sorella, Irene. Compì le scuole dell'infanzia e dell'obbligo a Venezia. In ragione della vivacità del suo carattere, fu mandato dai genitori a studiare alla scuola militare Nunziatella di Napoli, dove conseguì la maturità classica. Ritornato a Padova a fine studi, si iscrisse al corso di laurea in matematica presso l'università cittadina, per poi transitare alla facoltà di fisica subito dopo il primo anno.
Fisico sperimentale, si laureò a Padova nel 1938 con Bruno Rossi e, nel 1940, divenne assistente di Gilberto Bernardini a Roma. Richiamato nel febbraio 1941 come sottotenente di artiglieria contraerea, trascorse gli anni della guerra alternando il lavoro di ricerca nella fisica dei raggi cosmici all'impegno attivo nella resistenza. Nell'inverno 1942-43, durante un breve periodo di licenza, lavorò al Plateau Rosa con Bernardini e Oreste Piccioni.

### Nella resistenza
Dopo l'armistizio di Cassibile si aggregò alla resistenza padovana, diventando comandante di una squadra GAP e responsabile per il PCI nel CLN veneto. Nel 1944 fu nominato comandante dei gruppi di azione partigiana di Venezia.

### Dopoguerra

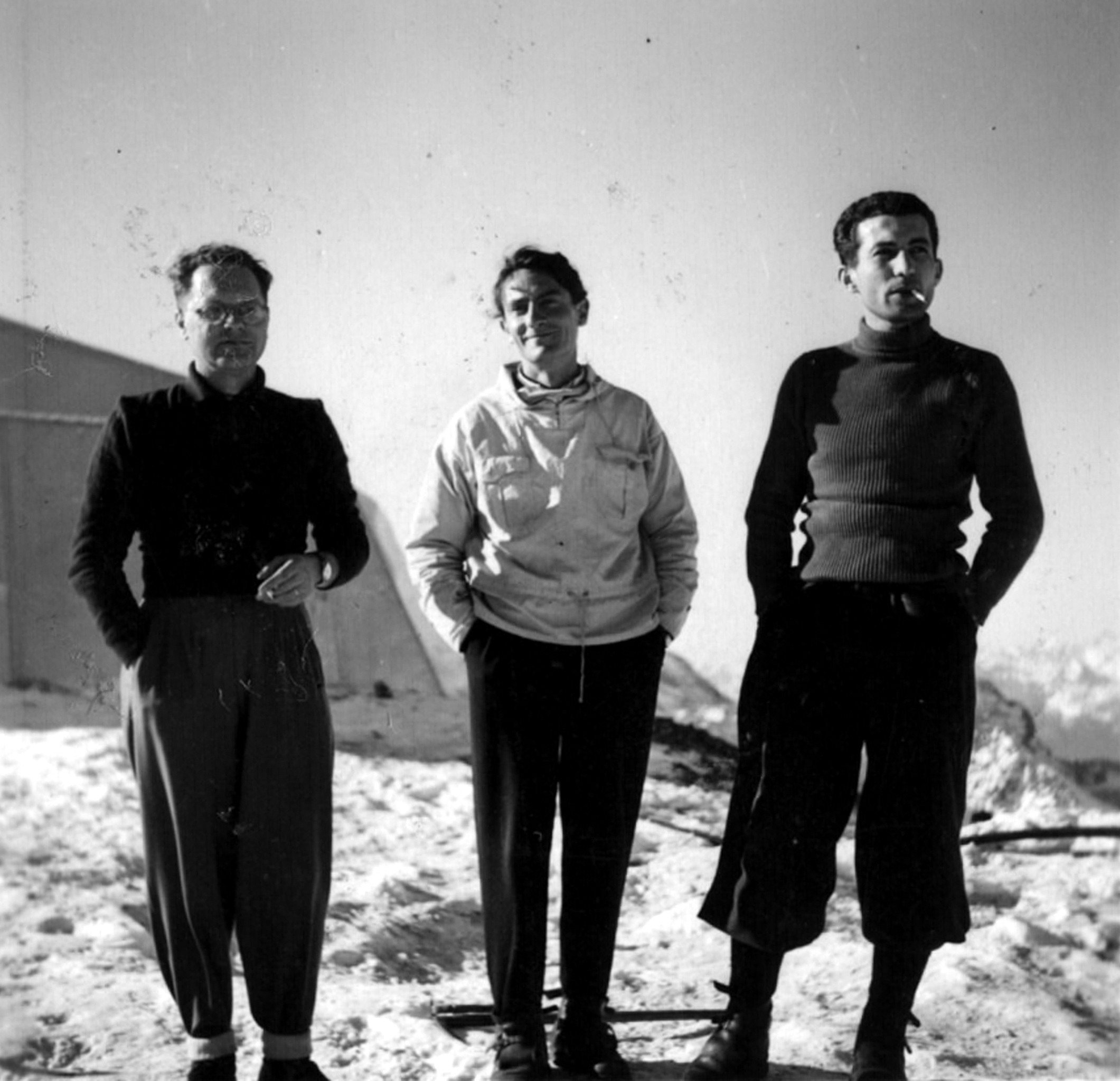
Edoardo Amaldi, Gilberto Bernardini ed Ettore Pancini al laboratorio della Testa Grigia nel 1947.

Trasferitosi dall'Istituto di fisica di Padova a quello di Roma, nel 1945 partecipò alla fase finale del celebre esperimento noto come esperimento di Conversi-Pancini-Piccioni (CPP), ribaltando i risultati ottenuti da Conversi e Piccioni che avevano precedentemente utilizzato lo stesso apparato sperimentale. Il nuovo risultato portò alla scoperta che il muone, particella presente nei raggi cosmici, non era il mediatore delle Interazioni Forti come ritenuto erroneamente fino ad allora. L'esperimento di Conversi, Pancini, Piccioni segnò la nascita della fisica delle alte energie. Per tali studi, fu nominato cinque volte per l'assegnazione del Premio Nobel per la fisica.
Nel 1947, per sviluppare gli studi dei raggi cosmici in alta quota, progettò e realizzò, insieme a Bernardini e Claudio Longo, il Laboratorio della Testa Grigia, in Valle d'Aosta, a 3480 m s.l.m., che poi diresse dal 1949 al 1952. Nel 1952 divenne professore di fisica all'Università di Genova e, dal 1961, si trasferì all'Università di Napoli. Nel novembre 1956, dopo il decimo congresso del Partito Comunista Sovietico svoltosi a Mosca, e in occasione del quale Chruščëv fece una severa critica del periodo staliniano, si allontanò dal PCI, come del resto altri, ma molto silenziosamente. Il 24 novembre 1968, cinque anni dopo il disastro del Vajont, il fratello Mario si suicidò per il rimorso e anche la sventurata madre, cieca e senza risorse, morì cinque mesi dopo, il 16 aprile 1969.
Nel 1969, lasciò definitivamente il Partito comunista italiano, per passare con il gruppo del Manifesto. Partecipò alle elezioni politiche del 1979 e alle elezioni regionali del 1980 come candidato di Democrazia Proletaria. Fu uno degli esponenti della rinascita della fisica sperimentale italiana dopo il dissolvimento della Scuola di Roma. La povertà di mezzi e, allo stesso tempo, l'ingegnosità di questa rinascita traspare dalle parole di Giovanni Boato, che fu suo collaboratore a Genova:

## Vita privata
Nel 1941 sposò Elda Rupil ed ebbe quattro figli: Barbara, Alessandra, Giulio e Alice.

## Onorificenze
- Con decreto rettorale 3452 del 12 ottobre 2015, il dipartimento di fisica dell'università di Napoli Federico II ha assunto la nuova denominazione di dipartimento di fisica "Ettore Pancini" in suo onore.[7]